# Pachycereus pringlei
Pachycereus pringlei anomenat a Mèxic cardón, és una espècie de cactàcia.

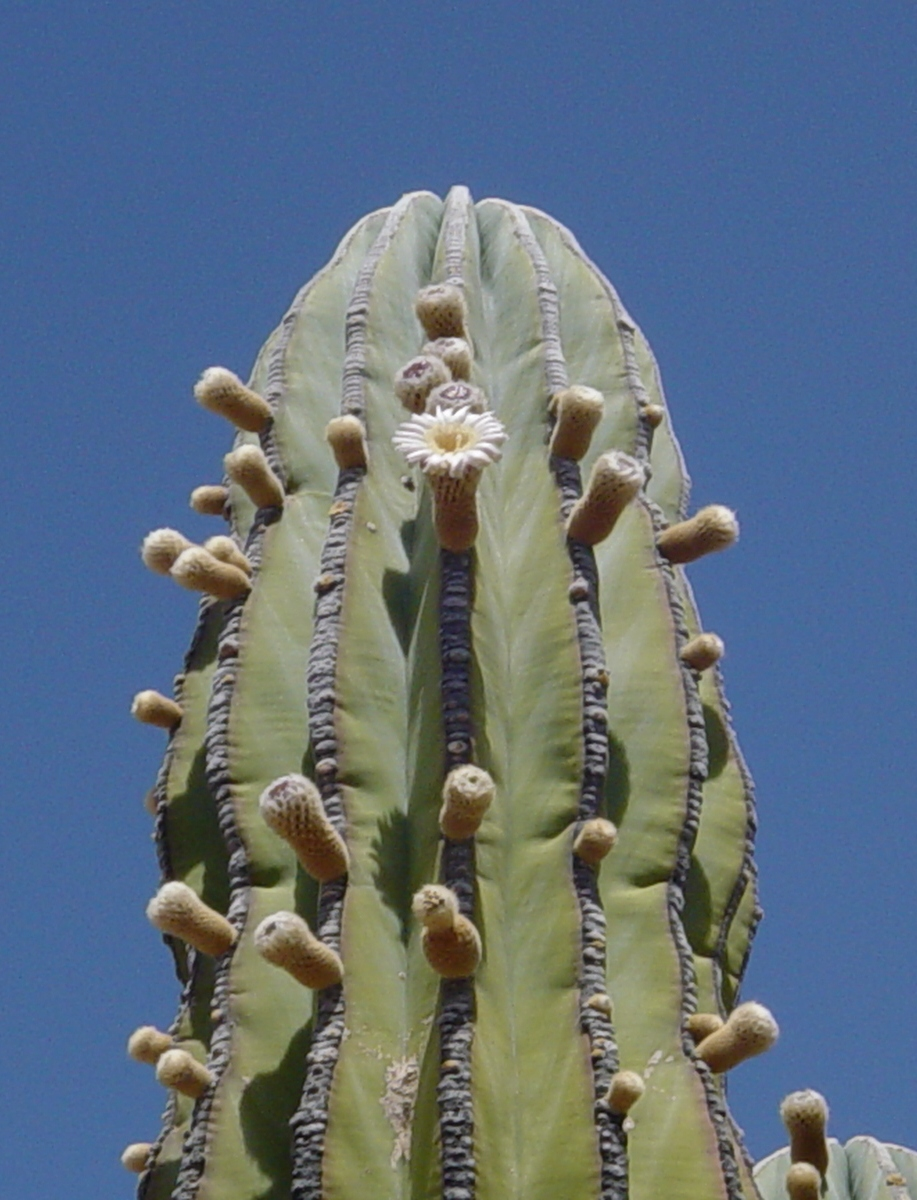
Pachycereus pringlei

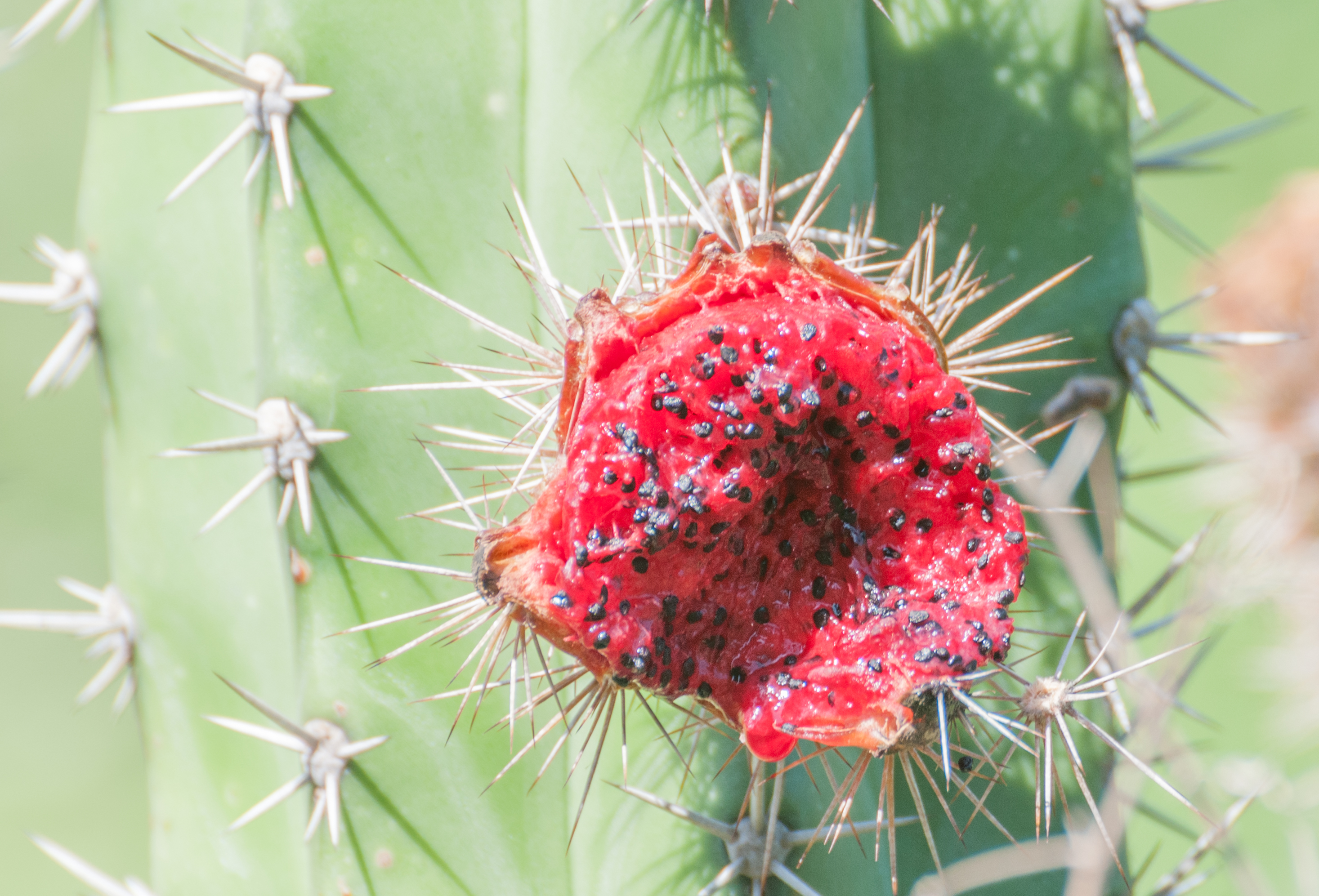
Fruit

## Distribució
És una planta endèmica de la Baixa Califòrnia i de Sonora a Mèxic.

## Descripció
Es una planta suculenta espinosa, columnar, perenne i arborescent. Les seves flors són de color blanc. Ha arribat a fer 19,2 metres d'alt amb un tronc de fins a 1 m de diàmetre i pot tenir diverses ramificacions verticals. Té un aspecte similar al del saguaro.
El seu fruit era un aliment molt important pels amerindis de la Baixa Califòrnia com els Pericúes, Cochimíes i Guaycuras, i pels Seri de Sonora.

## Taxonomia
Pachycereus pringlei va ser descrit per (S.Watson) Britton i Rose i publicat a Contributions from the United States National Herbarium 5: 93. 1987.
Etimologia
Pachycereus: nom genèric compost que deriva de l'adjectiu grec "παχύς" (pachys) = "espessor" i es refereix als brots vigorosos i de cereus = "ciri".
pringlei: epítet específic en honor de Cyrus Pringle.
Sinònims
- Cereus pringlei
- Pilocereus pringlei
- Pachycereus calvus[3]

## Fotos

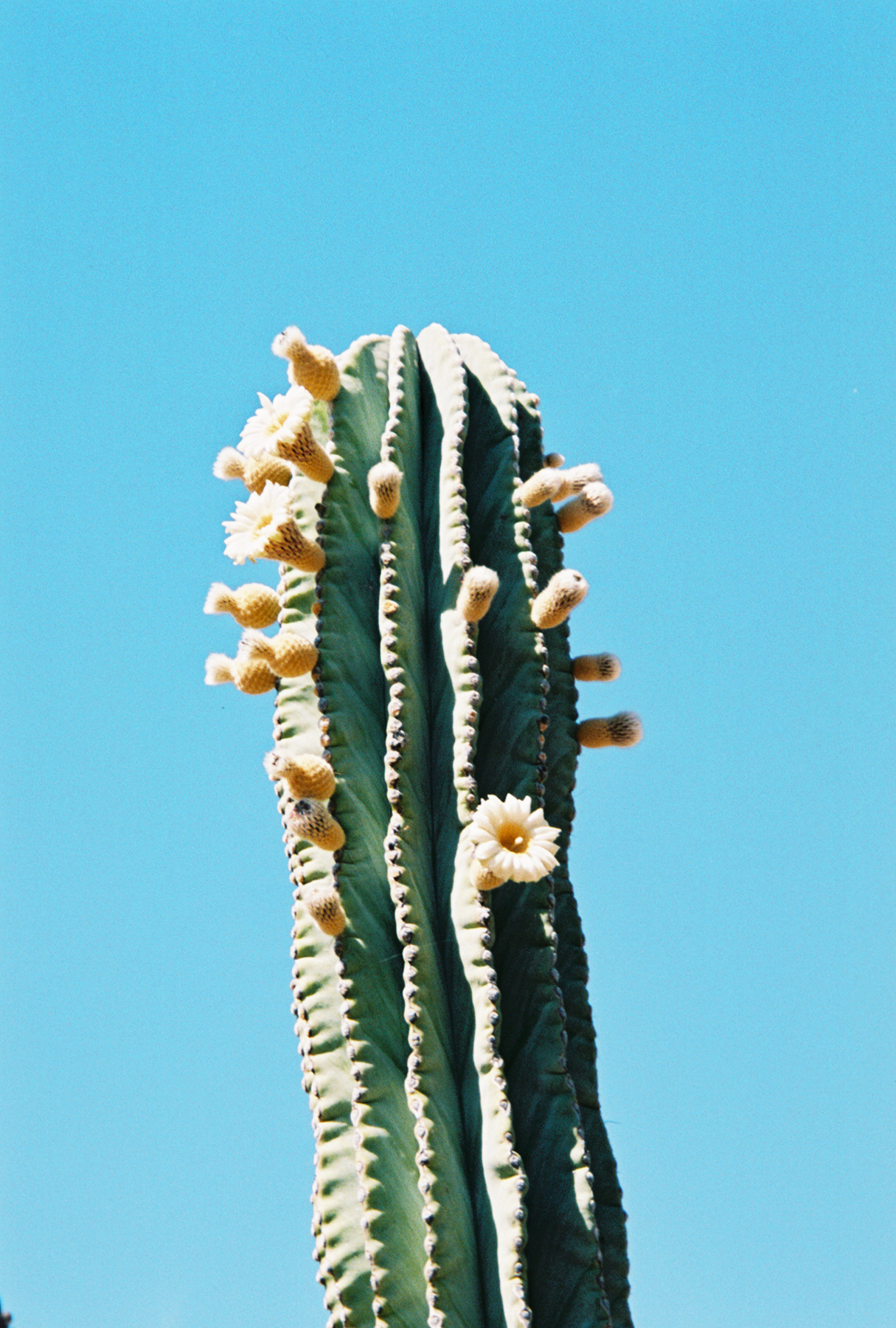
Pachycereus pringlei
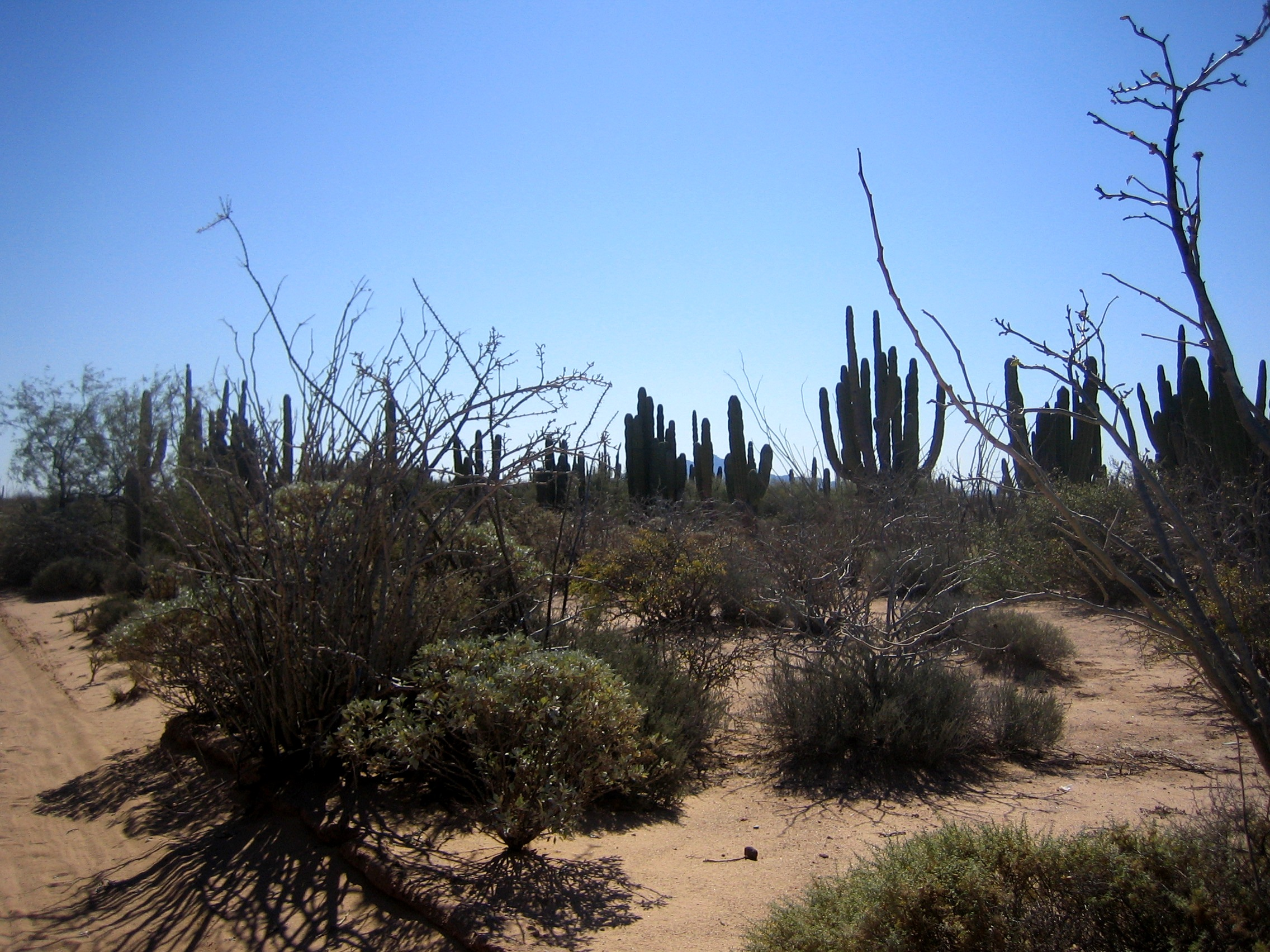
Pachycereus pringlei
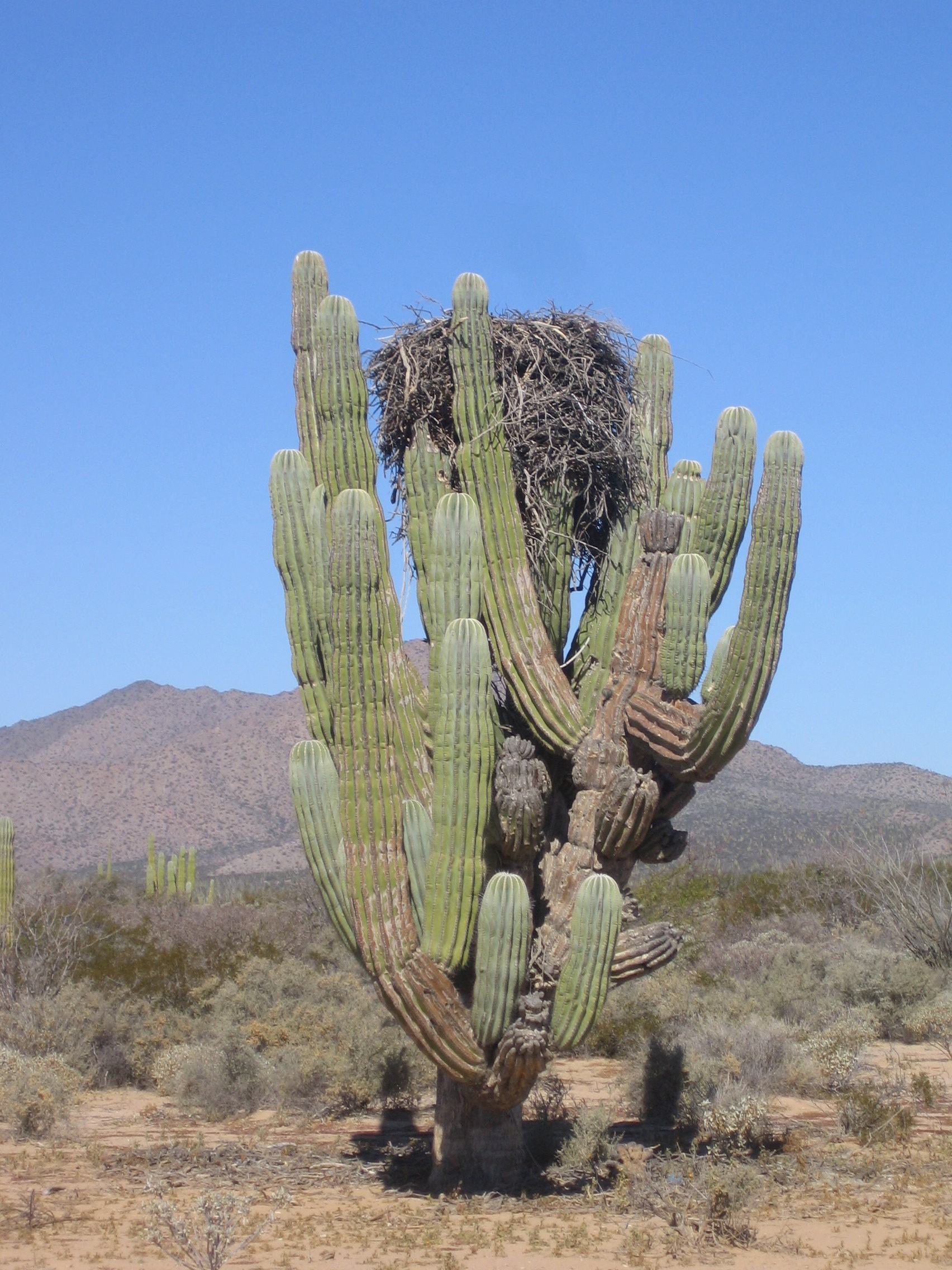
Pachycereus pringlei
Fruit